# Камиј Димулен
Камиј Димулен (фр. Camille Desmoulins; Гиз, 2. март 1760 — Париз, 5. април 1794) је био француски политичар и новинар, један од најзначајнијих учесника Француске револуције. Био је пријатељ Максимилијана Робеспјера и Жоржа Дантона. Током јакобинске диктатуре, приклонио се умереном Дантону. У сукобу Дантона и Робеспјера као победник је изашао Робеспјер. Димулен и остали дантонисти изведени су пред Револуционарни суд. Суд га је осудио на смрт. Заједно са Дантоном, Димулен је погубљен на гиљотини.

## Детињство и младост
Рођен је у Гизу у Пикардији. Отац му је био адвокат. Студирао је права заједно са Максимилијанов Робеспјером. Међутим, његова жестока нарав показала се као непремостива препрека за овај посао, те се Димулен окренуо писању. Изградио је каријеру као политички новинар. Због болести није учествовао у рату Скупштине сталежа 1789. године. Позивао је на немире након отпуштања Жака Некера од стране Луја XVI. То је довело до побуне која је резултирала заузећем и рушењем Бастиље 14. јула. Јуна исте године Димулен је написао радикални памфлет под насловом "Слободна Француска". Издавач је тада одбио да га штампа. Пад Бастиље знатно је изменио ситуацију, те је памфлет објављен 18. јула. Димулен у памфлету критикује улогу и права краљева, племства и римокатоличких свештеника.

## Жирондинци
Новембра 1789. године Димулен је издао први број недељника "Историја револуције у Француској и Брабанту" Недељник излази до јула 1791. године. Након смрти грофа Мирабоа, Димулен га је ожалио у свом часопису. Он том приликом назива Жана Пјера Брисоа лоповом. Димулен се 16. јула 1791. године појавио, као представник Париске комуне, са петицијом за уклањање Луја XVI који је јуна исте године покушао неуспешан бег из Париза. Маркиз де Лафајет је наредио Националној гарди да отвори ватру на подносиоце петиције. Догађај је познат као "Масакр на Марсовом пољу". Извори се разликују по питању присуства Димулена на самом Марсовом пољу приликом масакра. Потом су издати налози за хапшење Жоржа Дантона и Димулена. Дантон је побегао из Париза, а Димулен је остао у граду, али је престао да објављује свој лист на неко време.

## Јакобинска диктатура
Након пада жирондинаца, Димулен је горко жалио због своје улоге у њиховом свргавању. Напада чланове Комитета за јавну безбедност, пре свега Антоана де Сен-Жиста и Биљо-Варена.
Од 5. децембра 1793. године Димулен издаје часопис "Стари кордиљер" (Le Vieux Cordelier) по којем је и најпознатији. Сам наслов часописа говори о сукобу садашњег режима. Димулен говори у име "старих", односно првих чланова кордиљераца, у супротности са радикалнијим и екстремним фракцијама које су сада дошле на власт. Димулен је активно учествовао у државном удару 10. августа 1792. године. Дантон је после државног удара дошао на функцију министра правде. Димулен је изабран за члана Националног конвента. Гласао је за оснивање Републике и погубљење Луја XVI. Децембра 1793. године, по Робеспјеровом налогу, Димулен је издао број "Старог кордиљера" у коме напада ебертовце. Часопис је, међутим, критиковао и Комитет јавне безбедности и Револуционарни суд. То је почетак сукоба Димулена и Максимилијана Робеспјера. Робеспјер је наложио да се формира комисија да испита случај. Биљо-Варен је прогласио Димулена невиним.

## Сукоб са Робеспјером, суђење и погубљење
Јакобинци нападају Димулена јануара 1794. године због писања у свом часопису. Робеспјер је покушао да заштити свог пријатеља из детињства, али је Димулен одбио да се одрекне оптужби. Убрзо је дошло до Афере источноиндијске компаније. Афера је довела до коначног разлаза између Димулена и Робеспјера. Робеспјер је захтевао да се Димулен избаци из јакобинског клуба. Након елиминације ебертоваца, Робеспјер се окренуо против Дантона. Димулен је, заједно са осталим Дантовцима, оптужен за корупцију и учешће у контрареволуционарној завери. Суђено му је заједно са Дантоном. Погубљени су истог дана на гиљотини.